# Conovers dwergral
Conovers dwergral (Rufirallus xenopterus synoniem: Laterallus xenopterus) is een vogel uit de familie van de Rallen, koeten en waterhoentjes (Rallidae). De soort werd in 1934 door de Amerikaanse vogelkundige Henry Boardman Conover geldig beschreven. Het is een door habitatverlies kwetsbaar geworden vogelsoort uit  zuidoostelijk-Brazilië en oostelijk-Paraguay.

## Kenmerken
De vogel is 14 cm lang, een zeer klein soort ral, kleiner dan het kleinst waterhoen. De vogel heeft een opvallend verenkleed, de kop en de nek zijn roodbruin bijna kastanje kleurig, op de rug wat vager bruin. De vleugels en de staart zijn donker, bijna zwart. De vleugeldekveren hebben grove zwart-witte strepen. De keel en bovenborst zijn licht oranjebruin, naar de keel toe lichter. De buik en anaalstreek zijn wit met zwarte strepen op de onderbuik. De bovensnavel is zwart, de ondersnavel heeft een blauwachtige rand, de poten zijn grijsbruin.

## Verspreiding en leefgebied
Deze soort komt voor in het zuidelijke in het oosten van Paraguay, Midden-Brazilië en ook nog in het midden van Bolivia. De leefgebieden liggen in regio's met cerrado. De vogels komen daar voor in de lager liggende gebieden die regelmatig onder water staan en die begroeid zijn met hoge pollen gras (tussock).

## Status
De grootte van de populatie werd in 2016 door BirdLife International geschat op 2,5 tot 10 duizend volwassen individuen. De populatie-aantallen nemen af door habitatverlies. Het leefgebied wordt aangetast door ontbossing, grootschalige, gemechaniseerde landbouw of intensieve beweiding met rundvee. Om deze redenen staat deze soort als kwetsbaar op de Rode Lijst van de IUCN.